# أليخاندرو لانوسي
أليخاندرو أغوستين لانوسي (28 أغسطس 1918 - 26 أغسطس 1996) رجل عسكري وديكتاتور أرجنتيني شغل منصب رئيس جمهورية الأرجنتين في الفترة ما بين 22 مارس 1971 و25 مايو 1973، أثناء الديكتاتورية العسكرية للبلاد التي أطلق عليها "الثورة الأرجنتينية" بالإضافة إلى ذلك، شغل منصب عضو في المجلس العسكري والقائد الأعلى للجيش بين عامي 1968 و1973. تولى لانوسي الرئاسة في 26 مارس 1971، في مناخ سياسي غير مناسب على الإطلاق. تزايد عنف حرب العصابات، كما زاد السخط الشعبي، وأصبح من الصعب الحفاظ على استمرارية الحكومة العسكرية. قيم لانوس أن الحل للصراعات المتعددة هو إنهاء حظر البيرونية وإصدار قرار بالانفتاح السياسي الذي يسمح بالانتقال نحو الديمقراطية.
أثناء إدارته أقام علاقات دبلوماسية مع الصين وواجه باستمرار اضطرابات سياسية، مع زيادة في نشاط حرب العصابات. تم سجن العديد من المعارضين السياسيين، وقرر التفاوض مع مونتونيروس (حركة حرب العصابات البيرونية) لإعادة جثة إيفيتا (إيفا دوارتي دي بيرون)، الزوجة الثانية لخوان بيرون، والتي تم إخفاء جثتها من قبل "ثورة التحرير". في 22 أغسطس 1971، حاول العديد من المقاتلين المسجونين الهروب من القاعدة البحرية في روسون في باتاغونيا، وتم إعدامهم دون محاكمة في مذبحة تريليو. في مارس 1973، أُجريت الانتخابات الرئاسية، وفاز بها هيكتور كامبورا.

## نشأته
ولد أليخاندرو أغوستين لانوس في 28 أغسطس 1918 في بوينس آيرس. درس في المدرسة العسكرية الوطنية، حيث تخرج بملاس الفرسان عام 1938. وفي عام 1951، كان بالفعل نقيبًا، وشارك في الانك شلال ضد خوان دومينغو بيرون ، بقيادة الجنرال لوس، وسجن حتى عام 1955، عندما أطاحت "الثورة التحريرية" ببيرون.